# 용인 고초골 공소
용인 고초골 공소는 대한민국 경기도 용인시 처인구 원삼면에 있는 건축물이다. 2018년 3월 9일 대한민국의 국가등록문화재 제708호로 지정되었다.

## 등록 사유
수원교구 내 현존하는 한옥 공소로서 역사가 오래되고 지역적 상황을 잘 담아내고 있으며 근대기 천주교가 정착해 가는 과정에서 그 기능을 담아내기 위해 한옥이 변모해 가는 흔적을 잘 보여주고 있다.

## 참고 문헌
- 용인 고초골 공소 - 국가유산청 국가유산포털